# DOME TOUR pure soul 1999 LIVE IN BIG EGG
『DOME TOUR pure soul 1999 LIVE IN BIG EGG』は、GLAYが1999年7月7日にリリースしたライブビデオ。

## 概要
1999年に行われたGLAY史上初のドームツアー「GLAY DOME TOUR "pure soul" 1999」から3月10日の東京ドームのライブ映像や舞台裏を収録している。
2003年12月3日に全曲リマスタリング、特典付きでDVD化された。

## 収録曲
1. 3年後
2. YOU MAY DREAM
3. Young oh! oh!
4. ビリビリクラッシュメン
5. BE WITH YOU
6. pure soul
7. 毒ロック
8. ストロベリーシェイク
9. LOVE SLAVE
10. Winter,again
11. COME ON!!
12. SHUTTER SPEEDSのテーマ
13. Cynical
アコースティックアレンジ。ちなみにTERUが歌い出しの歌詞を忘れてしまい、曲を中断させてしまったが、その際にJIROがTERUに「仕事をしろ!」「給料、下げるぜ!」などと冗談で言った。
14. I'm in Love
15. サバイバル -NEW EDIT-
16. BURST

SPECIAL EDITONS (DVDのみ)
- "3年後" NEW EDITON
- LIVE PHOTO GALLERY